# Poslanica Galaćanima
Poslanica Galaćanima deveta je knjiga Novoga zavjeta. Kratica je za ovu knjigu: Gal.

Pavao upućuje svoje pismo Crkvama u Galaciji (1,2) prema tome i knjiga dobiva naziv.

## Književna vrsta
Pavao je pisao poslanice pojedinim mjesnim Crkvama, odgovarajući na njihove konkretne probleme. Pisane su u obliku pisama i imaju sljedeću formu: na početku stoji naslovnik, zatim zahvala Bogu (koja ovdje izostaje), nakon toga iznosi nauk i opomene ili pohvale. Na kraju je pozdrav, i Pavlova vlastoručno napisana zadnja rečenica. Poslanica je pisana na Grčkom jeziku.

## Autor
Autor ove poslanice je sv. Pavao. Na samom početku poslanice stoji „Pavao – apostol... i sva braća koja su sa mnom...“ (1,1s), što jasno označava autora ovog pisma i nikada nije ozbiljno dovedeno u pitanje.

## Vrijeme nastanka
Vjerojatno nastaje u vrijeme Pavlovog trećeg misijskog putovanja, oko 54. godine, nakon drugog boravka u Galaciji (Dj 18, 23)

## Struktura
- Prvi dio poslanice (1,1 – 2,21):

započinje uvodom (1,1-10), zatim slijedi Pavlovo poslanje (1,11-2,10), Pavlovo evanđelje (2,11-21).
- Drugi dio poslanice (3,1-6,18):

Započinje ponovnim uvodom (3,1-5),  zatim slijedi govor o poretku vjere ii poretku zakona u povijesti spasenja (3,6-4,7), poticaj da se ne vraćaju robovanju (4,8-5,12) i govor o slobodi kao plodu Duha (5,13-6, 10). 
I na kraju Pavlov vlastoručno napisan zaključak (6,11-18).

## Sadržaj
Pavao je imao velikih borbi s tzv. judaistima. Bili su to kršćani iz židovstva, vrlo odani prijašnjim religioznim, osobito obrednim praksama mojsijevog zakona. Zato što su naučavali da za spasenje nije dosta prionuti uz Krista i prihvatiti kršćansko bogoštovlje, nego treba vršiti i Mojsijev zakon, pa i obredni. Judaisti su nakon Pavlovog odlaska uzbunili Crkvu u Galaciji. Opovrgavali su Pavlu apostolski ugled i poslanje. 
Poslanica je napisana kao odgovor judaistima, koji su stvarali neprilike crkvama u Galaciji svojim upornim zahtijevanjem da čovjek koji želi postati dobar kršćanin mora najprije postati dobar Židov. Obrezanje i pridržavanje Zakona, barem u nekoj mjeri, bilo je nužno za spasenje. Tvrde također da se spasenje ne zadobiva isključivo vjerom u Krista, nego je po vjeri u Krista i izvršavanju Zakona. Pavao se svom snagom bori protiv onoga što je bilo upravo nijekanje evanđelja koje je propovijedao.
U prvom dijelu piše samoobranu u kojoj opravdava svoje apostolstvo: primio ga je izravno od Isusa Krista. U drugom dijelu razlaže u čemu je novost kršćanstva i koji je odnos između Mojsijeva zakona i Evanđelja. U trećem dijelu izlaže temeljna načela kršćanske slobode.
Na samom kraju poslanice stoji Pavlov vlastoručni zaključak.

## Poruka knjige
Pavao ističe punu vrijednost Kristova otkupiteljskog djela koje u čovjeku postaje djelotvorno vjerom, zalaže se za slobodu od Mojsijeva zakona.